# Мамертинская тюрьма

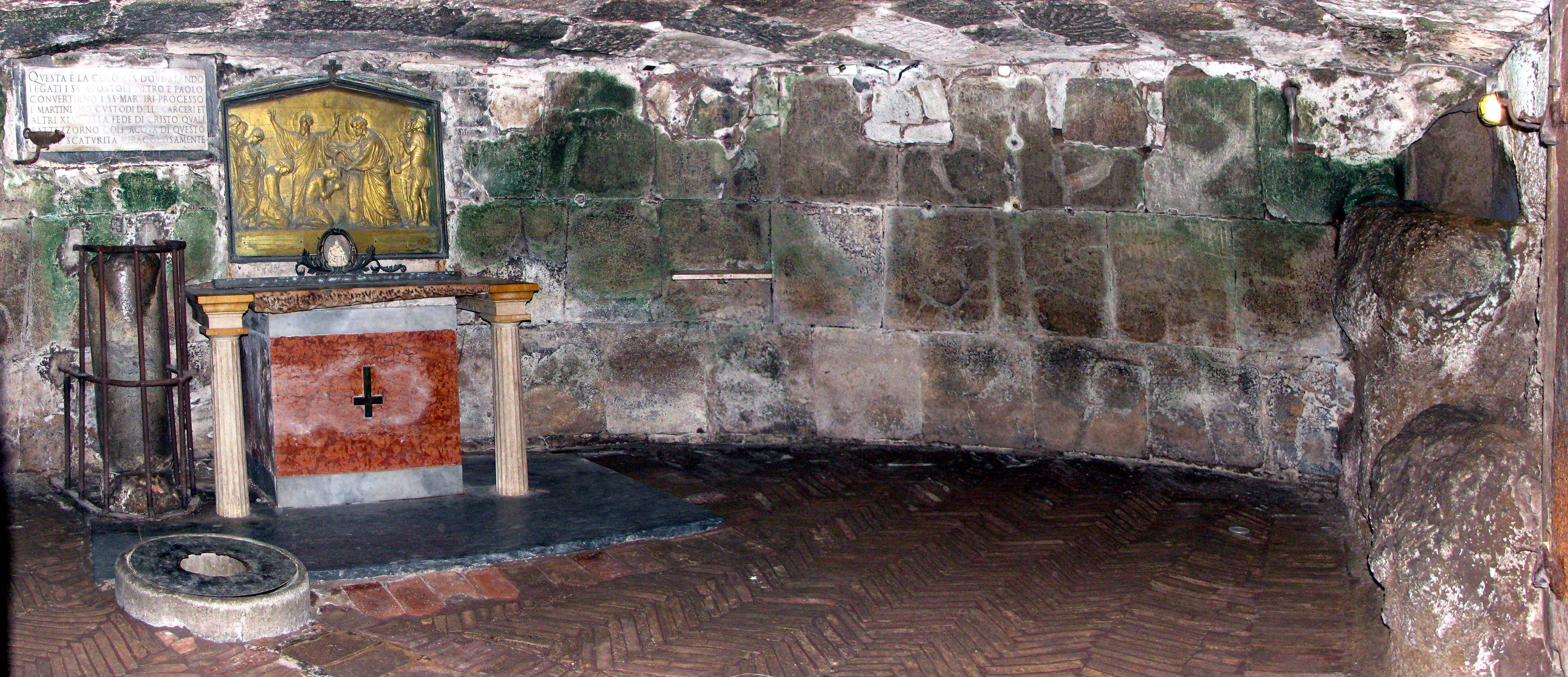
Помещение тюрьмы и алтарь в честь апостолов.

Мамертинская тюрьма (лат. Carcer Tullianum; итал. Carcere Mamertino o Tulliano) — сохранившаяся поныне тюрьма древнего Рима, в северной оконечности Капитолия и форума, древнейшее строение города. Тюрьма соединялась протокой с Большой Клоакой.
C IV века до н. э. Мамертинская тюрьма предназначалась для государственных преступников, военнопленных правителей и тому подобные (Верцингеториг, Югурта, Луций Элий Сеян), которые здесь ожидали проведения по улицам города во время триумфа, а затем умерщвлялись петлёй или голодом. Во времена империи тела казнённых выбрасывались на Гемониеву террасу. По преданию, здесь провели свои последние дни апостолы Пётр и Павел, вследствие чего папа Сильвестр в IV веке, по желанию императора Константина Великого, посвятил это место обоим апостолам. Здесь была построена капелла San Pietro in Carcere, на поверхности расположена церковь San Giuseppe dei Falegnami.
21 июля 2016 года Мамертинская тюрьма открылась как музей после трёх лет работ по изучению и реставрации.